# Friedrich Schäfer (Politiker, 1922)
Friedrich Schäfer (* 28. Dezember 1922 in Donndorf; † unbekannt) war ein deutscher Bergbauingenieur und Volkskammerabgeordneter für den Freien Deutschen Gewerkschaftsbund (FDGB).

## Leben
Schäfer stamme aus der preußischen Provinz Sachsen und war der Sohn einer Arbeiterfamilie. Nach dem Besuch der Volksschule nahm er 1937 eine dreijährige Lehre zum Bergmann auf. Danach wurde er zur deutschen Wehrmacht einberufen. Am Ende des Zweiten Weltkrieges geriet er in Gefangenschaft. Von 1947 bis 1949 besuchte er in Bergbauingenieurschule in Eisleben. 1958 nahm er dann dort nochmals ein Fernstudium auf, das er 1960 als Ingenieur abschloss. Später wurde Schäfer Betriebsleiter im VEB Erdöl- und Ergas-Erkundungsbetrieb Grimmen. Er lebte viele Jahre in Stralsund.

## Politik
Schäfer trat 1947 in den FDGB ein. Im darauffolgenden Jahr wurde er Mitglied der SED und als solches von 1964 bis 1958 Zweiter Sekretär der SED-Kreisleitung in Sondershausen und Vorsitzender der Ständigen Kommission Örtliche Industrie.
In der Wahlperiode von 1963 bis 1967 war er Mitglied der FDGB-Fraktion in der Volkskammer der DDR.

## Auszeichnungen
- dreifacher Aktivist der sozialistischen Arbeit
- Medaille der FDJ für hervorragende Leistungen